# San Jacinto (Sullana)
San Jacinto, más conocido como Cerro Mocho, es una ciudad menor peruana ubicada en el distrito de Ignacio Escudero, perteneciente a la provincia de Sullana del departamento de Piura, al norte del Perú. Es asimismo capital del distrito de Ignacio Escudero. Se encuentra a una altitud de 39 m s. n. m. Tenía una población de 8982 habitantes en 2017 según el INEI.

## Clima
| Parámetros climáticos promedio de San Jacinto | Parámetros climáticos promedio de San Jacinto | Parámetros climáticos promedio de San Jacinto | Parámetros climáticos promedio de San Jacinto | Parámetros climáticos promedio de San Jacinto | Parámetros climáticos promedio de San Jacinto | Parámetros climáticos promedio de San Jacinto | Parámetros climáticos promedio de San Jacinto | Parámetros climáticos promedio de San Jacinto | Parámetros climáticos promedio de San Jacinto | Parámetros climáticos promedio de San Jacinto | Parámetros climáticos promedio de San Jacinto | Parámetros climáticos promedio de San Jacinto | Parámetros climáticos promedio de San Jacinto |
| Mes                                           | Ene.                                          | Feb.                                          | Mar.                                          | Abr.                                          | May.                                          | Jun.                                          | Jul.                                          | Ago.                                          | Sep.                                          | Oct.                                          | Nov.                                          | Dic.                                          | Anual                                         |
| --------------------------------------------- | --------------------------------------------- | --------------------------------------------- | --------------------------------------------- | --------------------------------------------- | --------------------------------------------- | --------------------------------------------- | --------------------------------------------- | --------------------------------------------- | --------------------------------------------- | --------------------------------------------- | --------------------------------------------- | --------------------------------------------- | --------------------------------------------- |
| Temp. máx. media (°C)                         | 31.6                                          | 32.8                                          | 33                                            | 31.7                                          | 29.8                                          | 28                                            | 26.4                                          | 26.3                                          | 26.9                                          | 27.6                                          | 28.1                                          | 30                                            | 29.4                                          |
| Temp. media (°C)                              | 25.6                                          | 26.8                                          | 27                                            | 25.5                                          | 23.9                                          | 22.2                                          | 20.7                                          | 20.4                                          | 20.8                                          | 21.4                                          | 21.9                                          | 23.8                                          | 23.3                                          |
| Temp. mín. media (°C)                         | 19.6                                          | 20.9                                          | 21                                            | 19.4                                          | 18.1                                          | 16.4                                          | 15                                            | 14.6                                          | 14.7                                          | 15.3                                          | 15.7                                          | 17.6                                          | 17.4                                          |
| Fuente: climate-data.org                      |                                               |                                               |                                               |                                               |                                               |                                               |                                               |                                               |                                               |                                               |                                               |                                               |                                               |